# Risultati sportivi di Riccardo Patrese

Riccardo Patrese nel 1991.

I Risultati sportivi di Riccardo Patrese comprendono i risultati ottenuti in carriera dal pilota automobilistico italiano Riccardo Patrese.

## Formula Italia
| Anno    | Scuderia         | Vettura      | Motore | 1      | 2     | 3     | 4     | 5     | 6     | 7     | 8     | 9     | 10    | 11    | 12    | 13    | 14    | Punti | Pos |
| ------- | ---------------- | ------------ | ------ | ------ | ----- | ----- | ----- | ----- | ----- | ----- | ----- | ----- | ----- | ----- | ----- | ----- | ----- | ----- | --- |
| 1975    | Scuderia Nettuno | Abarth SE025 | Fiat   | MAG 12 | CAS 2 | VAR 7 | VAL 3 | MAG 6 | VAL 1 | MAG 2 | CAS 3 | MUG 1 | MIS 4 | VAR 3 | MNZ 3 | IMO 1 | MAG 4 | 39    | 2º  |
| Legenda |                  |              |        |        |       |       |       |       |       |       |       |       |       |       |       |       |       |       |     |

## Formula 3

### Risultati nel Campionato europeo
Risultati ottenuti da Riccardo Patrese nel Campionato europeo di Formula 3.
| Anno    | Scuderia          | Vettura     | Motore | 1     | 2     | 3     | 4       | 5     | 6     | 7     | 8     | 9       | 10    | Punti | Pos. |
| ------- | ----------------- | ----------- | ------ | ----- | ----- | ----- | ------- | ----- | ----- | ----- | ----- | ------- | ----- | ----- | ---- |
| 1976    | Trivellato Racing | Chevron B34 | Toyota | NUR 3 | ZAN 1 | MAN 2 | AVU Rit | PER 1 | MNZ 1 | CRO 3 | KAS 1 | KNU Rit | VAL 2 | 52    | 1°   |
| Legenda |                   |             |        |       |       |       |         |       |       |       |       |         |       |       |      |

- Le gare di Pergusa, Monza e Vallelunga (5, 6 e 10) erano valide anche per il Campionato italiano.
- Le gare del Nürburgring, AVUS e Kassel-Calden (3, 4 e 8) erano valide anche per il Campionato tedesco.
- La gara di Knutstorp (9) era valida anche per il Campionato svedese.

### Risultati nel Campionato italiano
Risultati ottenuti da Riccardo Patrese nel Campionato italiano di Formula 3.
| Anno    | Scuderia          | Vettura     | Motore | 1     | 2     | 3     | 4     | 5     | 6     | 7     | 8     | 9     | 10     | 11    | 12    | Punti | Pos |
| ------- | ----------------- | ----------- | ------ | ----- | ----- | ----- | ----- | ----- | ----- | ----- | ----- | ----- | ------ | ----- | ----- | ----- | --- |
| 1976    | Trivellato Racing | Chevron B34 | Toyota | MUG - | VAR 9 | IMO - | MAG - | PER 1 | CAS 2 | MNZ 1 | CAS - | IMO 3 | MNZ NQ | VAL 2 | MAG 1 | 42    | 1°  |
| Legenda |                   |             |        |       |       |       |       |       |       |       |       |       |        |       |       |       |     |

- Le gare di Pergusa, Monza e Vallelunga (5, 7 e 11) erano valide anche per il Campionato europeo.

### Risultati in altre gare
Risultati ottenuti da Riccardo Patrese in gare di Formula 3 extra campionato o valide per campionati ai quali partecipò occasionalmente.
| Anno    | Gara                     | Scuderia          | Vettura     | Motore | Posizione | Note  |
| ------- | ------------------------ | ----------------- | ----------- | ------ | --------- | ----- |
| 1976    | Gara del Nürburgring     | Trivellato Racing | Chevron B34 | Toyota | 2°        | [ 1 ] |
| 1976    | Gran Premio di Monaco    | Trivellato Racing | Chevron B34 | Toyota | NQ        | [ 1 ] |
| 1976    | Gara dell'Österreichring | Trivellato Racing | Chevron B34 | Toyota | 3°        | [ 1 ] |
| Legenda |                          |                   |             |        |           |       |

## Formula 2

### Risultati nel Campionato europeo
Risultati ottenuti da Riccardo Patrese nel Campionato europeo di Formula 2.
| Anno    | Scuderia            | Vettura     | Motore | 1     | 2     | 3       | 4       | 5     | 6     | 7     | 8     | 9     | 10     | 11      | 12    | 13      | Punti | Pos. |
| ------- | ------------------- | ----------- | ------ | ----- | ----- | ------- | ------- | ----- | ----- | ----- | ----- | ----- | ------ | ------- | ----- | ------- | ----- | ---- |
| 1977    | Trivellato Racing   | Chevron B35 | BMW    | SIL 6 | THR 5 | HOC 3   | NUR Rit | VAL 8 | PAU 3 | MUG 2 | ROU 2 | NOG 2 | PER NC | MIS Rit | EST 6 | DON Rit | 32    | 4°   |
| 1978    | Chevron Racing Team | Chevron B42 | Hart   | THR - | HOC - | NUR Rit | PAU -   | MUG - | VAL - | ROU - | DON - | NOG - | PER -  | MIS -   | HOC - |         | -     | -    |
| Legenda |                     |             |        |       |       |         |         |       |       |       |       |       |        |         |       |         |       |      |

### Risultati nel Campionato giapponese
Risultati ottenuti da Riccardo Patrese nel Campionato giapponese di Formula 2.
| Anno    | Scuderia | Vettura     | Motore | 1     | 2     | 3     | 4     | 5     | 6     | 7     | Punti | Pos. |
| ------- | -------- | ----------- | ------ | ----- | ----- | ----- | ----- | ----- | ----- | ----- | ----- | ---- |
| 1978    |          | Chevron B48 | Hart   | SUZ - | FUJ - | SUZ - | SUZ - | SUZ - | MIN - | SUZ 3 | -     | -    |
| Legenda |          |             |        |       |       |       |       |       |       |       |       |      |

## Formula 1

### Campionato mondiale

#### Vittorie
|   | Anno | Gara                       | Circuito          | Squadra              | Vettura        | Nr | Motore            | Pneumatici | Note            |
| - | ---- | -------------------------- | ----------------- | -------------------- | -------------- | -- | ----------------- | ---------- | --------------- |
| 1 | 1982 | Gran Premio di Monaco      | Montecarlo        | Parmalat Racing Team | Brabham BT49 D | 2  | Ford Cosworth DFV | Goodyear   | Giro più veloce |
| 2 | 1983 | Gran Premio del Sudafrica  | Kyalami           | Fila Sport           | Brabham BT52 B | 6  | BMW M12/13        | Michelin   |                 |
| 3 | 1990 | Gran Premio di San Marino  | Imola             | Canon Williams Team  | Williams FW13B | 6  | Renault RS2       | Goodyear   |                 |
| 4 | 1991 | Gran Premio del Messico    | Città del Messico | Canon Williams Team  | Williams FW14  | 6  | Renault RS3       | Goodyear   | Pole position   |
| 5 | 1991 | Gran Premio del Portogallo | Estoril           | Canon Williams Team  | Williams FW14  | 6  | Renault RS3       | Goodyear   | Pole position   |
| 6 | 1992 | Gran Premio del Giappone   | Suzuka            | Canon Williams Team  | Williams FW14B | 6  | Renault RS4       | Goodyear   |                 |

#### Classifica piloti
| 1977 | Scuderia | Vettura |  |  |  |  |  |   |     |  |     |     |    |  |    |     |  |    |   | Punti | Pos. |
| ---- | -------- | ------- |  |  |  |  |  | - | --- |  | --- | --- | -- |  | -- | --- |  | -- | - | ----- | ---- |
| 1977 | Shadow   | DN8     |  |  |  |  |  | 9 | Rit |  | Rit | Rit | 10 |  | 13 | Rit |  | 10 | 6 | 1     | 20º  |

| 1978 | Scuderia | Vettura  |  |    |     |   |   |     |     |   |   |     |   |     |     |     |  |   |  | Punti | Pos. |
| ---- | -------- | -------- |  | -- | --- | - | - | --- | --- | - | - | --- | - | --- | --- | --- |  | - |  | ----- | ---- |
| 1978 | Arrows   | FA1 e A1 |  | 10 | Rit | 6 | 6 | Rit | Rit | 2 | 8 | Rit | 9 | Rit | Rit | Rit |  | 4 |  | 11    | 12º  |

| 1979 | Scuderia | Vettura  |    |   |    |     |    |   |     |    |     |     |     |     |    |     |     |  |  | Punti | Pos. |
| ---- | -------- | -------- | -- | - | -- | --- | -- | - | --- | -- | --- | --- | --- | --- | -- | --- | --- |  |  | ----- | ---- |
| 1979 | Arrows   | A1B e A2 | NP | 9 | 11 | Rit | 10 | 5 | Rit | 14 | Rit | Rit | Rit | Rit | 13 | Rit | Rit |  |  | 2     | 20º  |

| 1980 | Scuderia | Vettura |     |   |     |   |     |   |   |   |   |    |     |     |     |     |  |  |  | Punti | Pos. |
| ---- | -------- | ------- | --- | - | --- | - | --- | - | - | - | - | -- | --- | --- | --- | --- |  |  |  | ----- | ---- |
| 1980 | Arrows   | A3      | Rit | 6 | Rit | 2 | Rit | 8 | 9 | 9 | 9 | 14 | Rit | Rit | Rit | Rit |  |  |  | 7     | 9º   |

| 1981 | Scuderia | Vettura |     |   |   |   |     |     |     |    |    |     |     |     |     |     |    |  |  | Punti | Pos. |
| ---- | -------- | ------- | --- | - | - | - | --- | --- | --- | -- | -- | --- | --- | --- | --- | --- | -- |  |  | ----- | ---- |
| 1981 | Arrows   | A3      | Rit | 3 | 7 | 2 | Rit | Rit | Rit | 14 | 10 | Rit | Rit | Rit | Rit | Rit | 11 |  |  | 10    | 11º  |

| 1982 | Scuderia | Vettura     |     |     |   |  |     |   |     |   |    |     |     |     |     |   |     |     |  | Punti | Pos. |
| ---- | -------- | ----------- | --- | --- | - |  | --- | - | --- | - | -- | --- | --- | --- | --- | - | --- | --- |  | ----- | ---- |
| 1982 | Brabham  | BT50 e BT49 | Rit | Rit | 3 |  | Rit | 1 | Rit | 2 | 15 | Rit | Rit | Rit | Rit | 5 | Rit | Rit |  | 21    | 10º  |

| 1983 | Scuderia | Vettura |     |    |     |     |     |     |     |     |     |   |     |   |     |   |   |  |  | Punti | Pos. |
| ---- | -------- | ------- | --- | -- | --- | --- | --- | --- | --- | --- | --- | - | --- | - | --- | - | - |  |  | ----- | ---- |
| 1983 | Brabham  | BT52    | Rit | 10 | Rit | Rit | Rit | Rit | Rit | Rit | Rit | 3 | Rit | 9 | Rit | 7 | 1 |  |  | 13    | 9º   |

| 1984 | Scuderia   | Vettura |     |   |     |     |     |     |     |     |     |    |     |    |     |   |   |   |  | Punti | Pos. |
| ---- | ---------- | ------- | --- | - | --- | --- | --- | --- | --- | --- | --- | -- | --- | -- | --- | - | - | - |  | ----- | ---- |
| 1984 | Alfa Romeo | 184T    | Rit | 4 | Rit | Rit | Rit | Rit | Rit | Rit | Rit | 12 | Rit | 10 | Rit | 3 | 6 | 8 |  | 8     | 13º  |

| 1985 | Scuderia   | Vettura     |     |     |     |     |    |     |    |   |     |     |     |     |     |   |     |     |  | Punti | Pos. |
| ---- | ---------- | ----------- | --- | --- | --- | --- | -- | --- | -- | - | --- | --- | --- | --- | --- | - | --- | --- |  | ----- | ---- |
| 1985 | Alfa Romeo | 185T e 184T | Rit | Rit | Rit | Rit | 10 | Rit | 11 | 9 | Rit | Rit | Rit | Rit | Rit | 9 | Rit | Rit |  | 0     |      |

| 1986 | Scuderia | Vettura     |     |     |   |     |   |     |   |   |     |     |     |     |     |     |    |     |  | Punti | Pos. |
| ---- | -------- | ----------- | --- | --- | - | --- | - | --- | - | - | --- | --- | --- | --- | --- | --- | -- | --- |  | ----- | ---- |
| 1986 | Brabham  | BT55 e BT54 | Rit | Rit | 6 | Rit | 8 | Rit | 6 | 7 | Rit | Rit | Rit | Rit | Rit | Rit | 13 | Rit |  | 2     | 17º  |

| 1987 | Scuderia           | Vettura      |     |   |     |     |   |     |     |     |   |     |     |     |    |   |    |   |  | Punti | Pos. |
| ---- | ------------------ | ------------ | --- | - | --- | --- | - | --- | --- | --- | - | --- | --- | --- | -- | - | -- | - |  | ----- | ---- |
| 1987 | Brabham e Williams | BT56 e FW11B | Rit | 9 | Rit | Rit | 9 | Rit | Rit | Rit | 5 | Rit | Rit | Rit | 13 | 3 | 11 | 9 |  | 6     | 13º  |

| 1988 | Scuderia | Vettura |     |    |   |     |     |     |     |   |     |   |     |   |     |   |   |   |  | Punti | Pos. |
| ---- | -------- | ------- | --- | -- | - | --- | --- | --- | --- | - | --- | - | --- | - | --- | - | - | - |  | ----- | ---- |
| 1988 | Williams | FW12    | Rit | 13 | 6 | Rit | Rit | Rit | Rit | 8 | Rit | 6 | Rit | 7 | Rit | 5 | 6 | 4 |  | 8     | 11º  |

| 1989 | Scuderia | Vettura      |     |     |    |   |   |   |   |     |   |     |     |   |     |   |   |   |  | Punti | Pos. |
| ---- | -------- | ------------ | --- | --- | -- | - | - | - | - | --- | - | --- | --- | - | --- | - | - | - |  | ----- | ---- |
| 1989 | Williams | FW12C e FW13 | Rit | Rit | 15 | 2 | 2 | 2 | 3 | Rit | 4 | Rit | Rit | 4 | Rit | 5 | 2 | 3 |  | 40    | 3º   |

| 1990 | Scuderia | Vettura |   |    |   |     |     |   |   |     |   |   |     |   |   |   |   |   |  | Punti | Pos. |
| ---- | -------- | ------- | - | -- | - | --- | --- | - | - | --- | - | - | --- | - | - | - | - | - |  | ----- | ---- |
| 1990 | Williams | FW13    | 9 | 13 | 1 | Rit | Rit | 9 | 6 | Rit | 5 | 4 | Rit | 5 | 7 | 5 | 4 | 6 |  | 23    | 7º   |

| 1991 | Scuderia | Vettura |     |   |     |     |   |   |   |     |   |   |   |     |   |   |   |   |  | Punti | Pos. |
| ---- | -------- | ------- | --- | - | --- | --- | - | - | - | --- | - | - | - | --- | - | - | - | - |  | ----- | ---- |
| 1991 | Williams | FW14    | Rit | 2 | Rit | Rit | 3 | 1 | 5 | Rit | 2 | 3 | 5 | Rit | 1 | 3 | 3 | 5 |  | 53    | 3º   |

| 1992 | Scuderia | Vettura |   |   |   |     |   |   |     |   |   |   |     |   |   |     |   |     |  | Punti | Pos. |
| ---- | -------- | ------- | - | - | - | --- | - | - | --- | - | - | - | --- | - | - | --- | - | --- |  | ----- | ---- |
| 1992 | Williams | FW14B   | 2 | 2 | 2 | Rit | 2 | 3 | Rit | 2 | 2 | 8 | Rit | 3 | 5 | Rit | 1 | Rit |  | 56    | 2º   |

| 1993 | Scuderia | Vettura       |     |     |   |     |   |     |     |    |   |   |   |   |   |    |     |   |  | Punti | Pos. |
| ---- | -------- | ------------- | --- | --- | - | --- | - | --- | --- | -- | - | - | - | - | - | -- | --- | - |  | ----- | ---- |
| 1993 | Benetton | B193A e B193B | Rit | Rit | 5 | Rit | 4 | Rit | Rit | 10 | 3 | 5 | 2 | 6 | 5 | 16 | Rit | 8 |  | 20    | 5º   |

| Legenda | 1º posto     | 2º posto | 3º posto    | A punti         | Senza punti/Non class.  | Grassetto – Pole position Corsivo – Giro più veloce |
| Legenda | Squalificato | Ritirato | Non partito | Non qualificato | Solo prove/Terzo pilota | Grassetto – Pole position Corsivo – Giro più veloce |

#### Record
| Record                                       | Numero                                                      |
| -------------------------------------------- | ----------------------------------------------------------- |
| Maggior numero di ritiri                     | 147; a pari merito con Andrea De Cesaris                    |
| Maggior intervallo di tempo tra due vittorie | 6 anni, 6 mesi e 28 giorni (Sudafrica 1983–San Marino 1990) |

Detenne anche i record di maggior numero di Gran Premi disputati (256 gare), di giri percorsi (11 346 giri), di chilometri percorsi (52 122 chilometri), del maggior periodo di tempo trascorso e Gran Premi disputati tra il primo e l'ultimo podio (15 anni, 1 mese, 9 giorni e 238 gare) e la prima e l'ultima gara conclusa a punti  (15 anni, 10 mesi, 20 giorni e 248 gare). È il primo pilota italiano per numero di giri veloci (13 giri), il secondo per Gran Premi vinti (6 gare, preceduto da Alberto Ascari), il secondo per pole position ottenute (8 pole, preceduto da Alberto Ascari).

#### Confronto con i compagni di squadra
| Anno                                                                                             | Costruttore | Punti Patrese | Punti compagno | Compagno           |
| ------------------------------------------------------------------------------------------------ | ----------- | ------------- | -------------- | ------------------ |
| 1978                                                                                             | Arrows      | 11            | 0              | Rolf Stommelen     |
| 1979                                                                                             | Arrows      | 2             | 3              | Jochen Mass        |
| 1980                                                                                             | Arrows      | 7             | 4              | Jochen Mass        |
| 1981                                                                                             | Arrows      | 10            | 0              | Siegfried Stohr    |
| 1982                                                                                             | Brabham     | 21            | 20             | Nelson Piquet      |
| 1983                                                                                             | Brabham     | 13            | 59             | Nelson Piquet      |
| 1984                                                                                             | Alfa Romeo  | 8             | 3              | Eddie Cheever      |
| 1985                                                                                             | Alfa Romeo  | 0             | 0              | Eddie Cheever      |
| 1987                                                                                             | Brabham     | 6             | 4              | Andrea De Cesaris  |
| 1988                                                                                             | Williams    | 8             | 12             | Nigel Mansell      |
| 1989                                                                                             | Williams    | 40            | 37             | Thierry Boutsen    |
| 1990                                                                                             | Williams    | 23            | 34             | Thierry Boutsen    |
| 1991                                                                                             | Williams    | 53            | 72             | Nigel Mansell      |
| 1992                                                                                             | Williams    | 56            | 108            | Nigel Mansell      |
| 1993                                                                                             | Benetton    | 20            | 52             | Michael Schumacher |
| Le stagioni evidenziate in giallo indicano la vittoria nel confronto con il compagno di squadra. |             |               |                |                    |

### Gare extra Campionato
Risultati completi ottenuti da Riccardo Parese in gare di Formula 1 non valide per il Campionato mondiale.
| Anno    | Paese                | Gara                      | Costruttore | Vettura | Risultato |
| ------- | -------------------- | ------------------------- | ----------- | ------- | --------- |
| 1979    | Italia (bandiera)    | Gran Premio Dino Ferrari  | Arrows      | A1      | 4°        |
| 1980    | Spagna (bandiera)    | Gran Premio di Spagna     | Arrows      | A3      | Rit       |
| 1981    | Sudafrica (bandiera) | Gran Premio del Sudafrica | Arrows      | A3      | 6°        |
| Legenda |                      |                           |             |         |           |

Disputò solo 3 gare per vetture di Formula1 non valide per il Campionato mondiale, un tipo di corse ormai in disuso,  senza ottenere risultati di rilievo.

## Altre Formule
Risultati ottenuto da Riccardo Patrese in gare per monoposto di categorie nelle quali il corse occasionalmente.
| Anno    | Gara                              | Categoria               | Scuderia            | Vettura      | Motore   | Posizione | Note         |
| ------- | --------------------------------- | ----------------------- | ------------------- | ------------ | -------- | --------- | ------------ |
| 1977    | Gran Premio JAF di Suzuka         | Formula 2000 giapponese | Victory Circle Club | Chevron B40  | BMW      | 1º        |              |
| 1977    | Gran Premio di Macao              | Formula Pacific         | Bob Harper Racing   | Chevron B40  | Ford     | 1º        | [ 7 ] [ 8 ]  |
| 1978    | Gran Premio di Trois-Rivières     | Formula Atlantic        | Fred Opert Racing   | Chevron B39  | Ford     | NP        | [ 9 ]        |
| 1978    | Gran Premio di Macao              | Formula Pacific         | Bob Harper Racing   | Chevron B42  | Ford     | 1º        | [ 8 ] [ 10 ] |
| 1979    | Gran Premio di Macao              | Formula Pacific         | March Racing        | March 792    | Ford     | 2º        | [ 11 ]       |
| 2005    | Grand Prix Masters di Kyalami     | Grand Prix Masters      | Team Goldpfeil      | Delta GPM-05 | Cosworth | 3º        |              |
| 2006    | Grand Prix Masters di Losail      | Grand Prix Masters      | Team INA            | Delta GPM-05 | Cosworth | 10º       |              |
| 2006    | Grand Prix Masters di Silverstone | Grand Prix Masters      | Team INA            | Delta GPM-05 | Cosworth | 6º        |              |
| Legenda |                                   |                         |                     |              |          |           |              |

## Prototipi

### Campionato europeo endurance
Risultati ottenuti da Riccardo Patrese nel Campionato europeo endurance.
| Anno   | Squadra        | Vettura    | Gare | Pole | Giri | Vittorie | Podi | Hat triks | Ritiri | Punti | Risultato |
| ------ | -------------- | ---------- | ---- | ---- | ---- | -------- | ---- | --------- | ------ | ----- | --------- |
| 1983   | Martini Racing | Lancia LC2 | 2    | 0    | 0    | 0        | 1    | 0         |        | 31    | 18º       |
| Totale |                |            | 2    | 0    | 0    | 0        | 1    | 0         |        | 31    |           |

### Campionato mondiale sportprototipi
Risultati ottenuti da Riccardo Patrese nel Campionato mondiale sportprototipi.
| Anno   | Squadra          | Vettura                      | Gare | Pole | Giri | Vittorie | Podi | Hat triks | Ritiri | Punti | Risultato |
| ------ | ---------------- | ---------------------------- | ---- | ---- | ---- | -------- | ---- | --------- | ------ | ----- | --------- |
| 1979   | ASA Corso Marche | Lancia Beta Montecarlo Turbo | 4    | 1    | 0    | 0        | 1    | 0         | 1      | -     | -         |
| 1980   | Lancia Corse     | Lancia Beta Montecarlo Turbo | 7    | 0    | 0    | 3        | 5    | 0         | 1      | -     | -         |
| 1981   | Martini Racing   | Lancia Beta Montecarlo Turbo | 6    | 0    | 0    | 1        | 1    | 0         | 3      | -     | -         |
| 1982   | Martini Racing   | Lancia LC1                   | 8    | 2    | 2    | 2        | 5    | 0         | 2      | 87    | 2°        |
| 1983   | Martini Racing   | Lancia LC2                   | 5    | 0    | 1    | 0        | 1    | 0         | 2      | 21    | 18°       |
| 1984   | Martini Racing   | Lancia LC2-84                | 5    | 2    | 2    | 1        | 1    | 0         | 3      | 20    | 28°       |
| 1985   | Martini Racing   | Lancia LC2-83/85             | 6    | 4    | 2    | 1        | 3    | 0         | 2      | 34    | 14°       |
| Totale |                  |                              | 41   | 9    | 7    | 8        | 17   | 0         | 15     | 162   |           |

### Risultati completi
| Anno    | Vettura                      | 1          | 2       | 3         | 4          | 5         | 6       | 7         | 8         |
| ------- | ---------------------------- | ---------- | ------- | --------- | ---------- | --------- | ------- | --------- | --------- |
| 1979    | Lancia Beta Montecarlo Turbo | SIL Rit    | NUR Rit | PER 2 (1) | BRA 5 (3)  | ITA SQ    |         |           |           |
| 1980    | Lancia Beta Montecarlo Turbo | BRA 1      | MUG 1   | MNZ 3 (2) | SIL Rit    | NUR 4 (2) | WAT 1   | VAL 3 (1) | ITA 1     |
| 1981    | Lancia Beta Montecarlo Turbo | DAY 18 (7) | MNZ Rit | SIL Rit   | NUR 11 (7) | LEM Rit   | WAT 1   |           |           |
| 1982    | Lancia LC1                   | MNZ Rit    | SIL 1   | NUR Rit/1 | LEM Rit    | SPA 3 (1) | MUG Rit | FUJ 2 (1) | BRA 2 (1) |
| 1983    | Lancia LC2                   | MNZ 9      | SIL Rit | NUR Rit   | SPA 7      | KYA 2     |         |           |           |
| 1984    | Lancia LC2-84                | MNZ Rit    | SIL Rit | NUR 12    | IMO Rit    | KYA 1     |         |           |           |
| 1985    | Lancia LC2-83/85             | MUG Rit    | MNZ 3   | SIL 3     | HOC Rit    | SPA 4/1   | BRA 4   |           |           |
| 1997    | Nissan R390 GT1              | LEM Rit    |         |           |            |           |         |           |           |
| Legenda |                              |            |         |           |            |           |         |           |           |

## Turismo

### Risultati completi
| Anno    | Vettura                                      | 1         | 2       | 3       | 4       | 5       | 6      | 7      | 8       | 9      | 10      | 11      | 12     | 13     | 14      |
| ------- | -------------------------------------------- | --------- | ------- | ------- | ------- | ------- | ------ | ------ | ------- | ------ | ------- | ------- | ------ | ------ | ------- |
| 1978    | Fiat Ritmo 75 TC                             | ITA 5 (1) |         |         |         |         |        |        |         |        |         |         |        |        |         |
| 1980    | BMW M1                                       | IMO 9     |         |         |         |         |        |        |         |        |         |         |        |        |         |
| 1987    | BMW M3                                       | MNZ SQ    | IMO Rit |         |         |         |        |        |         |        |         |         |        |        |         |
| 1988    | Alfa Romeo 75 Turbo Alfa Romeo 75 Turbo IMSA | VAL 2     | MUG 2   | MAG 1   | MON Rit | IMO 18  | ITA 1  |        |         |        |         |         |        |        |         |
| 1995    | Ford Mondeo 4x4                              | ZOL 18    | ZOL Rit | SPI Rit | SPI NP  | HOC Rit | HOC NP | NUR 21 | NUR Rit | SAL 24 | SAL Rit | AVU Rit | AVU NP | NUR 19 | NUR Rit |
| Legenda |                                              |           |         |         |         |         |        |        |         |        |         |         |        |        |         |

## Risultati completi in carriera

### Campionati
| Anno | Serie                                 | Squadra                       | Vettura                       | Gare | Pole | GV | Vittorie | Podi | Punti | Posizione |
| ---- | ------------------------------------- | ----------------------------- | ----------------------------- | ---- | ---- | -- | -------- | ---- | ----- | --------- |
| 1975 | Campionato Formula Italia             | Scuderia Nettuno              | Abarth SE025-Fiat             | 15   | 7    | ?  | 3        | 9    | 39    | 2º        |
| Anno | Serie                                 | Squadra                       | Vettura                       | Gare | Pole | GV | Vittorie | Podi | Punti | Posizione |
| 1976 | Campionato tedesco Formula 3          | Trivellato Racing             | Chevron B34-Toyota            | 1    | 0    | ?  | 0        | 1    | ?     | ?         |
| 1976 | Campionato Italiano Formula 3         | Trivellato Racing             | Chevron B34-Toyota            | 8    | 2    | ?  | 3        | 6    | 42    | 1º        |
| 1976 | Campionato europeo Formula 3          | Trivellato Racing             | Chevron B34-Toyota            | 10   | 2    | 2  | 3        | 8    | 52    | 1º        |
| Anno | Serie                                 | Squadra                       | Vettura                       | Gare | Pole | GV | Vittorie | Podi | Punti | Posizione |
| 1977 | Campionato giapponese Formula 2000    | Victory Circle Club           | Chevron B40-BMW               | 1    | 0    | ?  | 1        | 1    | N/A   | N/A       |
| 1977 | Campionato italiano Formula 2         | Trivellato Racing             | Chevron B35-BMW               | ?    | ?    | ?  | ?        | ?    | 65    | 1º        |
| 1977 | Campionato europeo Formula 2          | Trivellato Racing             | Chevron B35-BMW               | 13   | 2    | 2  | 0        | 5    | 32    | 5º        |
| 1977 | Campionato mondiale Formula 1         | Shadow Racing Cars            | Shadow DN8-Ford               | 9    | 0    | 0  | 0        | 0    | 1     | 20º       |
| Anno | Serie                                 | Squadra                       | Vettura                       | Gare | Pole | GV | Vittorie | Podi | Punti | Posizione |
| 1978 | Campionato giapponese Formula 2       | Vicic Club                    | Chevron B48-Hart              | 1    | 0    | ?  | 0        | 1    | N/A   | N/A       |
| 1978 | Campionato europeo Formula 2          | Chevron Racing Team           | Chevron B42-Hart              | 1    | 0    | 0  | 0        | 0    | 0     | -         |
| 1978 | Campionato mondiale Formula 1         | Arrows Racing Team            | Arrows FA1/A1-Ford            | 14   | 0    | 0  | 0        | 1    | 11    | 12º       |
| Anno | Serie                                 | Squadra                       | Vettura                       | Gare | Pole | GV | Vittorie | Podi | Punti | Posizione |
| 1979 | Campionato mondiale Formula 1         | Warsteiner Arrows Racing Team | Arrows A1B/ A2-Ford           | 14   | 0    | 0  | 0        | 0    | 2     | 20º       |
| 1979 | Campionato mondiale marche            | ASA Corsa Marche 38           | Lancia Beta Montecarlo Turbo  | 4    | 1    | 0  | 0        | 1    | N/A   | N/A       |
| Anno | Serie                                 | Squadra                       | Vettura                       | Gare | Pole | GV | Vittorie | Podi | Punti | Posizione |
| 1980 | Campionato mondiale Formula 1         | Warsteiner Arrows Racing Team | Arrows A3-Ford                | 14   | 0    | 0  | 0        | 1    | 7     | 9º        |
| 1980 | Campionato mondiale marche            | Lancia Corse                  | Lancia Beta Montecarlo Turbo  | 7    | 0    | 5  | 3        | 0    | N/A   | N/A       |
| 1980 | Campionato italiano assoluto velocità | -                             | -                             | ?    | ?    | ?  | ?        | ?    | ?     | 1º        |
| Anno | Serie                                 | Squadra                       | Vettura                       | Gare | Pole | GV | Vittorie | Podi | Punti | Posizione |
| 1981 | Campionato mondiale Formula 1         | Ragno Arrows Beta Racing Team | Arrows A3-Ford                | 15   | 1    | 0  | 0        | 2    | 10    | 11º       |
| 1981 | Campionato IMSA GT                    | Jolly Club                    | Lancia Beta Montecarlo Turbo  | 1    | 0    | 0  | 0        | 0    | 4     | 56º       |
| 1981 | Campionato mondiale marche            | Martini Racing                | Lancia Beta Montecarlo Turbo  | 6    | 0    | 0  | 1        | 1    | N/A   | N/A       |
| 1981 | Campionato Production Car             | BMW Motorsport                | BMW M1                        | 1    | 0    | 0  | 0        | 0    | 2     | 27º       |
| 1981 | Campionato italiano assoluto velocità | -                             | -                             | ?    | ?    | ?  | ?        | ?    | ?     | ?         |
| Anno | Serie                                 | Squadra                       | Vettura                       | Gare | Pole | GV | Vittorie | Podi | Punti | Posizione |
| 1982 | Campionato mondiale Formula 1         | Parmalat Racing Team          | Brabham BT50-BMW / BT49-Ford  | 15   | 0    | 2  | 1        | 3    | 21    | 10º       |
| 1982 | Campionato mondiale endurance         | Martini Racing                | Lancia LC1                    | 8    | 2    | 2  | 2        | 5    | 87    | 2º        |
| 1982 | Campionato italiano assoluto velocità | -                             | -                             | ?    | ?    | ?  | ?        | ?    | ?     | ?         |
| Anno | Serie                                 | Squadra                       | Vettura                       | Gare | Pole | GV | Vittorie | Podi | Punti | Posizione |
| 1983 | Campionato mondiale Formula 1         | Fila Sport                    | Brabham BT52/BT52B-BMW        | 15   | 1    | 1  | 1        | 2    | 13    | 9º        |
| 1983 | Campionato europeo endurance          | Martini Racing                | Lancia LC2                    | 2    | 0    | 0  | 0        | 1    | 31    | 18º       |
| 1983 | Campionato mondiale endurance         | Martini Racing                | Lancia LC2                    | 5    | 0    | 1  | 0        | 1    | 21    | 18º       |
| 1983 | Campionato italiano assoluto velocità | -                             | -                             | ?    | ?    | ?  | ?        | ?    | ?     | ?         |
| Anno | Serie                                 | Squadra                       | Vettura                       | Gare | Pole | GV | Vittorie | Podi | Punti | Posizione |
| 1984 | Campionato mondiale Formula 1         | Benetton Team Alfa Romeo      | Alfa Romeo 184T               | 16   | 0    | 0  | 0        | 1    | 8     | 13º       |
| 1984 | Campionato mondiale endurance         | Martini Racing                | Lancia LC2-84                 | 5    | 2    | 2  | 1        | 1    | 20    | 28º       |
| 1984 | Campionato italiano assoluto velocità | -                             | -                             | ?    | ?    | ?  | ?        | ?    | ?     | ?         |
| Anno | Serie                                 | Squadra                       | Vettura                       | Gare | Pole | GV | Vittorie | Podi | Punti | Posizione |
| 1985 | Campionato mondiale Formula 1         | Benetton Team Alfa Romeo      | Alfa Romeo 185T / 184T        | 16   | 0    | 0  | 0        | 0    | 0     | -         |
| 1985 | Campionato mondiale endurance         | Martini Racing                | Lancia LC2-83/85              | 6    | 4    | 2  | 1        | 3    | 34    | 14º       |
| 1985 | Campionato italiano assoluto velocità | -                             | -                             | ?    | ?    | ?  | ?        | ?    | ?     | ?         |
| Anno | Serie                                 | Squadra                       | Vettura                       | Gare | Pole | GV | Vittorie | Podi | Punti | Posizione |
| 1986 | Campionato mondiale Formula 1         | Motor Racing Developments Ltd | Brabham BT55 / BT54-BMW       | 16   | 0    | 0  | 0        | 0    | 2     | 17º       |
| 1986 | Campionato italiano assoluto velocità | -                             | -                             | ?    | ?    | ?  | ?        | ?    | ?     | ?         |
| Anno | Serie                                 | Squadra                       | Vettura                       | Gare | Pole | GV | Vittorie | Podi | Punti | Posizione |
| 1987 | Campionato mondiale Formula 1         | Motor Racing Developments Ltd | Brabham BT56                  | 15   | 0    | 0  | 0        | 1    | 2     | 13º       |
| 1987 | Campionato mondiale Formula 1         | Canon Williams Honda Team     | Williams FW11B-Honda          | 1    | 0    | 0  | 0        | 0    | 0     | 13º       |
| 1987 | Campionato europeo turismo            | CiBiEmme                      | BMW M3                        | 1    | 1    | 0  | 0        | 0    | 0     | -         |
| 1987 | Campionato mondiale turismo           | CiBiEmme                      | BMW M3                        | 1    | 0    | 0  | 0        | 0    | 0     | -         |
| 1987 | Campionato italiano assoluto velocità | -                             | -                             | ?    | ?    | ?  | ?        | ?    | ?     | ?         |
| Anno | Serie                                 | Squadra                       | Vettura                       | Gare | Pole | GV | Vittorie | Podi | Punti | Posizione |
| 1988 | Campionato mondiale Formula 1         | Canon Williams Team           | Williams FW12-Judd            | 16   | 0    | 0  | 0        | 0    | 8     | 11º       |
| 1988 | Campionato italiano superturismo      | Alfa Corse                    | Alfa Romeo 75 Turbo           | 5    | 1    | ?  | 1        | 3    | ?     | ?         |
| 1988 | Campionato italiano assoluto velocità | -                             | -                             | ?    | ?    | ?  | ?        | ?    | ?     | ?         |
| Anno | Serie                                 | Squadra                       | Vettura                       | Gare | Pole | GV | Vittorie | Podi | Punti | Posizione |
| 1989 | Campionato mondiale Formula 1         | Canon Williams Team           | Williams FW12C/FW13 - Renault | 16   | 1    | 1  | 0        | 6    | 40    | 3º        |
| 1989 | Campionato italiano assoluto velocità | -                             | -                             | ?    | ?    | ?  | ?        | ?    | ?     | 1º        |
| Anno | Serie                                 | Squadra                       | Vettura                       | Gare | Pole | GV | Vittorie | Podi | Punti | Posizione |
| 1990 | Campionato mondiale Formula 1         | Canon Williams Team           | Williams FW13 - Renault       | 16   | 0    | 4  | 1        | 1    | 23    | 7º        |
| 1990 | Campionato italiano assoluto velocità | -                             | -                             | ?    | ?    | ?  | ?        | ?    | ?     | 1º        |
| Anno | Serie                                 | Squadra                       | Vettura                       | Gare | Pole | GV | Vittorie | Podi | Punti | Posizione |
| 1991 | Campionato mondiale Formula 1         | Canon Williams Team           | Williams FW14                 | 16   | 4    | 2  | 2        | 8    | 53    | 3º        |
| 1991 | Campionato italiano assoluto velocità | -                             | -                             | ?    | ?    | ?  | ?        | ?    | ?     | 1º        |
| Anno | Serie                                 | Squadra                       | Vettura                       | Gare | Pole | GV | Vittorie | Podi | Punti | Posizione |
| 1992 | Campionato mondiale Formula 1         | Canon Williams Team           | Williams FW14B                | 16   | 1    | 3  | 1        | 9    | 56    | 2º        |
| 1992 | Campionato italiano assoluto velocità | -                             | -                             | ?    | ?    | ?  | ?        | ?    | ?     | 1º        |
| Anno | Serie                                 | Squadra                       | Vettura                       | Gare | Pole | GV | Vittorie | Podi | Punti | Posizione |
| 1993 | Campionato mondiale Formula 1         | Camel Benetton Ford           | Benetton B193A/B193B - Ford   | 16   | 0    | 0  | 0        | 2    | 20    | 5º        |
| 1993 | Campionato italiano assoluto velocità | -                             | -                             | ?    | ?    | ?  | ?        | ?    | ?     | 1º        |
| Anno | Serie                                 | Squadra                       | Vettura                       | Gare | Pole | GV | Vittorie | Podi | Punti | Posizione |
| 1995 | Super Tourenwagen Cup                 | Schübel Rennsport Int.        | Ford Mondeo 4x4               | 7    | 0    | 0  | 0        | 0    | 0     | -         |
| Anno | Serie                                 | Squadra                       | Vettura                       | Gare | Pole | GV | Vittorie | Podi | Punti | Posizione |
| 2006 | Grand Prix Masters                    | Team INA                      | Delta GPM-05 - NME Cosworth   | 2    | 0    | 0  | 0        | ?    | 1     | 8º        |

### Gare extra-campionati
| Anno | Gara                          | Squadra                       | Vettura                      | Categoria          | Qualifica | Posizione |
| ---- | ----------------------------- | ----------------------------- | ---------------------------- | ------------------ | --------- | --------- |
| 1976 | Gran Premio di Monaco         | Trivellato Racing             | Chevron B34 Toyota           | Formula 3          | ?         | Rit       |
| Anno | Gara                          | Squadra                       | Vettura                      | Categoria          | Qualifica | Posizione |
| 1977 | Gran Premio di Macao          | Team Harper                   | Chevron B42 Ford             | Formula Pacific    | 1º        | 1º        |
| Anno | Gara                          | Squadra                       | Vettura                      | Categoria          | Qualifica | Posizione |
| 1978 | Gran Premio di Trois-Rivières | Fred Opert Racing             | Chevron B39 - Ford           | Formula Atlantic   | 9º        | Rit       |
| 1978 | Gran Premio di Macao          | Team Harper                   | Chevron B42 - Ford           | Formula Pacific    | 2º        | 1º        |
| Anno | Gara                          | Squadra                       | Vettura                      | Categoria          | Qualifica | Posizione |
| 1979 | Gran Premio di Macao          | Team Harper                   | March 792 Ford               | Formula Pacific    | 1º        | 2º        |
| 1979 | Gran Premio Dino Ferrari      | Warsteiner Arrows Racing Team | Arrows A1 - Ford             | Formula 1          | 5º        | 4º        |
| 1979 | Giro automobilistico d'Italia | Reparto Corse Abarth          | Fiat Ritmo 75 TC             | Gruppo 2           | -         | 4º        |
| Anno | Gara                          | Squadra                       | Vettura                      | Categoria          | Qualifica | Posizione |
| 1980 | Gran Premio di Spagna         | Warsteiner Arrows Racing Team | Arrows A3 - Ford             | Formula 1          | 11º       | Rit       |
| 1980 | Giro automobilistico d'Italia | Lancia Corse                  | Lancia Beta Montecarlo Turbo | Gruppo 5           | -         | SQ        |
| Anno | Gara                          | Squadra                       | Vettura                      | Categoria          | Qualifica | Posizione |
| 1981 | Gran Premio del Sudafrica     | Ragno Arrows Beta Racing Team | Arrows A3 - Ford             | Formula 1          | 6º        | 6º        |
| 1981 | Giro automobilistico d'Italia | Martini Racing                | Lancia Beta Montecarlo Turbo | Gruppo 5           | -         | 1º        |
| Anno | Gara                          | Squadra                       | Vettura                      | Categoria          | Qualifica | Posizione |
| 1988 | Giro automobilistico d'Italia | Alfa Corse                    | Alfa Romeo 75 Turbo IMSA     | IMSA               | -         | 1º        |
| Anno | Gara                          | Squadra                       | Vettura                      | Categoria          | Qualifica | Posizione |
| 1996 | 24 Ore di Le Mans             | Nissan Motorsport - TWR       | Nissan R390 GT1              | Gruppo GT1         | 4º        | Rit       |
| Anno | Gara                          | Squadra                       | Vettura                      | Categoria          | Qualifica | Posizione |
| 2005 | Gran Premio del Sudafrica     | Team Goldpfeil                | Delta GPM-05 - NME Cosworth  | Grand Prix Masters | 3º        | 3º        |